# Palazzo Medici Riccardi

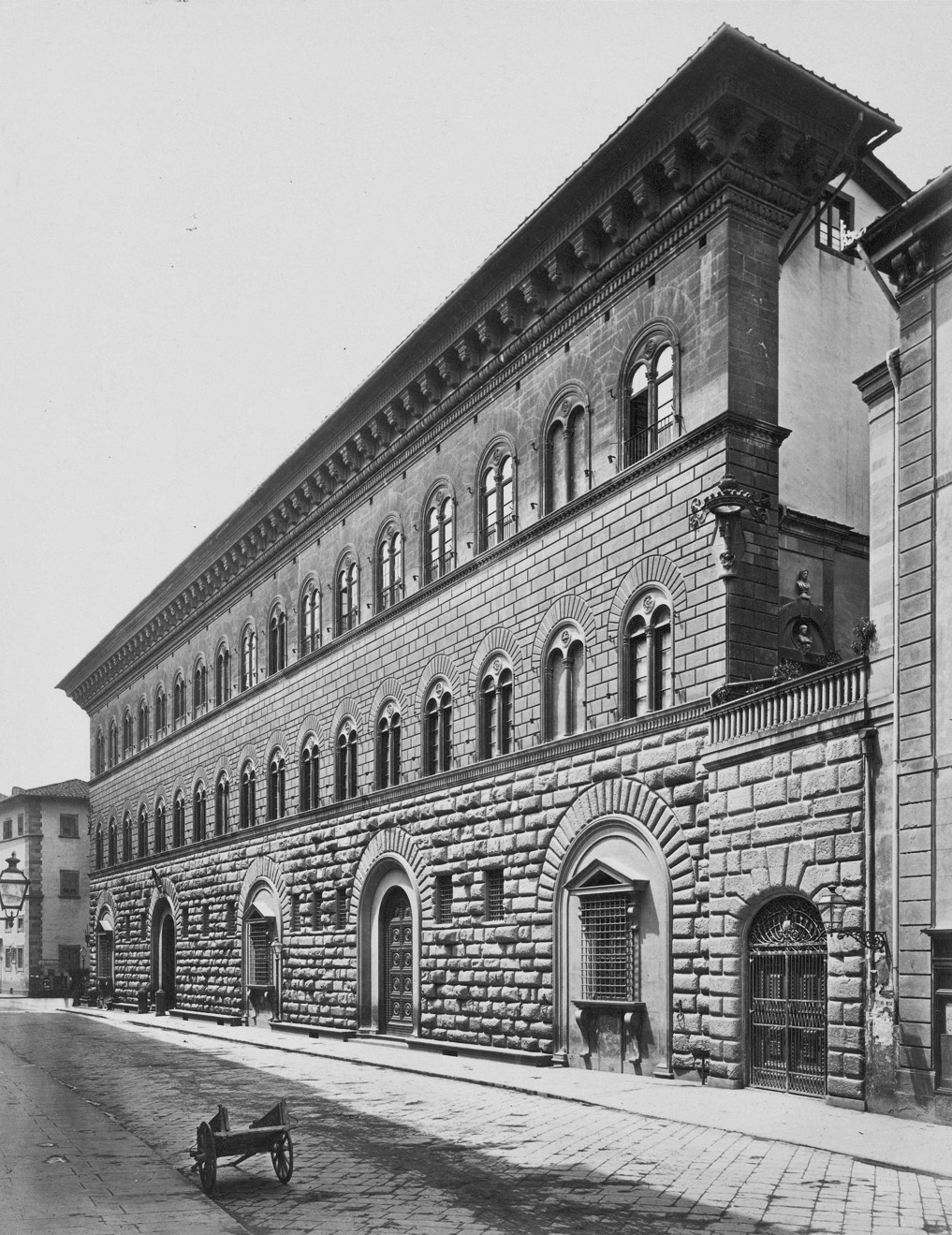
Palazzo Medici Riccardi, Ostfassade zur Via Cavour von Norden

Der Palazzo Medici Riccardi ist ein Palast in Florenz, der von 1444 bis Ende der 1450er Jahre für Cosimo de’ Medici und seine Familie errichtet und nach dem Verkauf des Gebäudes an Marchese Gabriello Riccardi 1659 unter Beibehaltung der Fassadengestaltung des Kernbaus erheblich vergrößert wurde. Ein für den Bau verantwortlicher Architekt ist nicht zeitnah überliefert; auf Grundlage deutlich späterer Quellen wird der Palast zumeist Michelozzo di Bartolommeo zugeschrieben.

## Lage
Der Palast steht an der Ecke der Via Cavour (ehemals Via Larga) und der kleinen Via de’ Gori. In der Via Larga etwas weiter nördlich befand sich bis zum Umzug in das neue Gebäude der dann Casa vecchia genannte alte Palast der Medici. Über die Via Larga ist der Palazzo Medici mit der Piazza San Giovanni mit dem Baptisterium und dem Dom im Süden und mit dem Kloster von San Marco im Norden verbunden; der Neubau des Klosters wurde von Cosimo de’ Medici finanziert. Die Via de’ Gori verbindet das Gebäude mit der Piazza San Lorenzo; in der Kirche San Lorenzo, ebenfalls ein von Cosimo de’ Medici finanzierter Bau, befanden sich die Grablege und Kapellen der Familie Medici.

## Geschichte

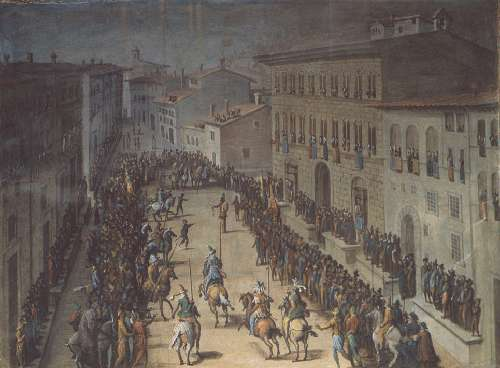
Giovanni Stradano, Via Larga mit dem Palazzo Medici (vor Erweiterung im 17. Jahrhundert), 1561, Fresko, Sala del Gualdrada, Palazzo Vecchio, Florenz

Der Kernbau des heutigen Gebäudes wurde als freistehender Palast im Auftrag des vermögenden und politisch einflussreichen Patriziers Cosimo de’ Medici errichtet. Die Bauarbeiten begannen 1444 bzw. 1445; auf dem Grundstücke befanden sich vorher einige für den Neubau abgerissene „Häuschen“ („chasette“). Mitte der 1450er Jahre war der Palast weitgehend fertig gestellt; Teile der Innenausstattung wie die Freskierung der Kapelle und deren Altarretabel folgten zwischen 1458 und 1460.
Ab dem späten 17. Jahrhundert wurden die gartenseitige Fassade, die innere Aufteilung sowie ein großer Teil der Innendekoration der Medici-Zeit grundlegend verändert. Zu den Resultaten der Umgestaltung zählt vor allem die von Luca Giordano 1685 ausgemalte Galleria Riccardiana im zweiten Obergeschoss.
Der Palast war lange Zeit Sitz der Provinzregierung und ist seit dem 1. Januar 2015 Sitz von deren Rechtsnachfolgerin, der Metropolitanstadt Florenz. Er beherbergt außerdem ein Museum.

## Zuschreibung
Wie bei den meisten Wohnbauten des 14. und 15. Jahrhunderts ist der für den Entwurf verantwortliche Architekt nicht dokumentiert. In Quellen des frühen 16. Jahrhunderts und in Giorgio Vasaris Vita des Filippo Brunelleschi wird ein – wegen Cosimo de’ Medicis Zurückweisung als „zu prächtig“ von ihm selbst zerstörtes – Modell des Palastes erwähnt. Angesichts des erheblichen zeitlichen Abstandes der Quellen zu Brunelleschis Tod 1446 und Inkonsistenzen in der Lokalisierung des Projekts – an dem angegebenen Platz besaßen die Medici keine Grundstücke – bestehen in der kunstwissenschaftlichen Forschung Zweifel an Brunelleschis tatsächlicher Beteiligung am Entwurfsprozess. Mit einer Reihe anderer Bauprojekte der Medici-Familie schrieb Giorgio Vasari den Palast dem Florentiner Bildhauer und Architekten Michelozzo zu, was in der kunst- und architekturwissenschaftlichen Forschung trotz fehlender zeitgenössischer Belege akzeptiert wird. In seiner Lebensbeschreibung Michelozzos versucht Vasari diesen zum talentierten Hausarchitekten der Medici und damit zu seinem Vorgänger zu stilisieren. Skepsis gegenüber der Rolle Michelozzos beim Bau des Medici-Palastes äußerten beispielsweise die Kunsthistorikerin Brenda Preyer und – vorsichtiger – Ulrich Pfisterer. Grundlage von Vasaris Zuschreibung war vermutlich die Erwähnung eines Modells oder Entwurfs in der kurzen Notiz zu Michelozzo („Fecie il modello del palazo di Cosimo de’ Medici.“) im Libro di Antonio Billi (Codice Petrei), einer um 1530 von einem anonymen Autor verfassten Sammlung von Künstlerbiografien.
Dokumentiert sind hingegen Zahlungen an die Bildhauer Pagno di Lapo Portigiani (Lieferung zweier Säulen und eines Kapitells, 1448), Maso di Bartolomeo (Sgraffito-Dekoration im Innenhof, 1452) und Nofri di Marco Marchissi, der 1450 sogar als Bauleiter („chapomaestro al suo palagio“) genannt wird.

## Architektur des Kernbaus

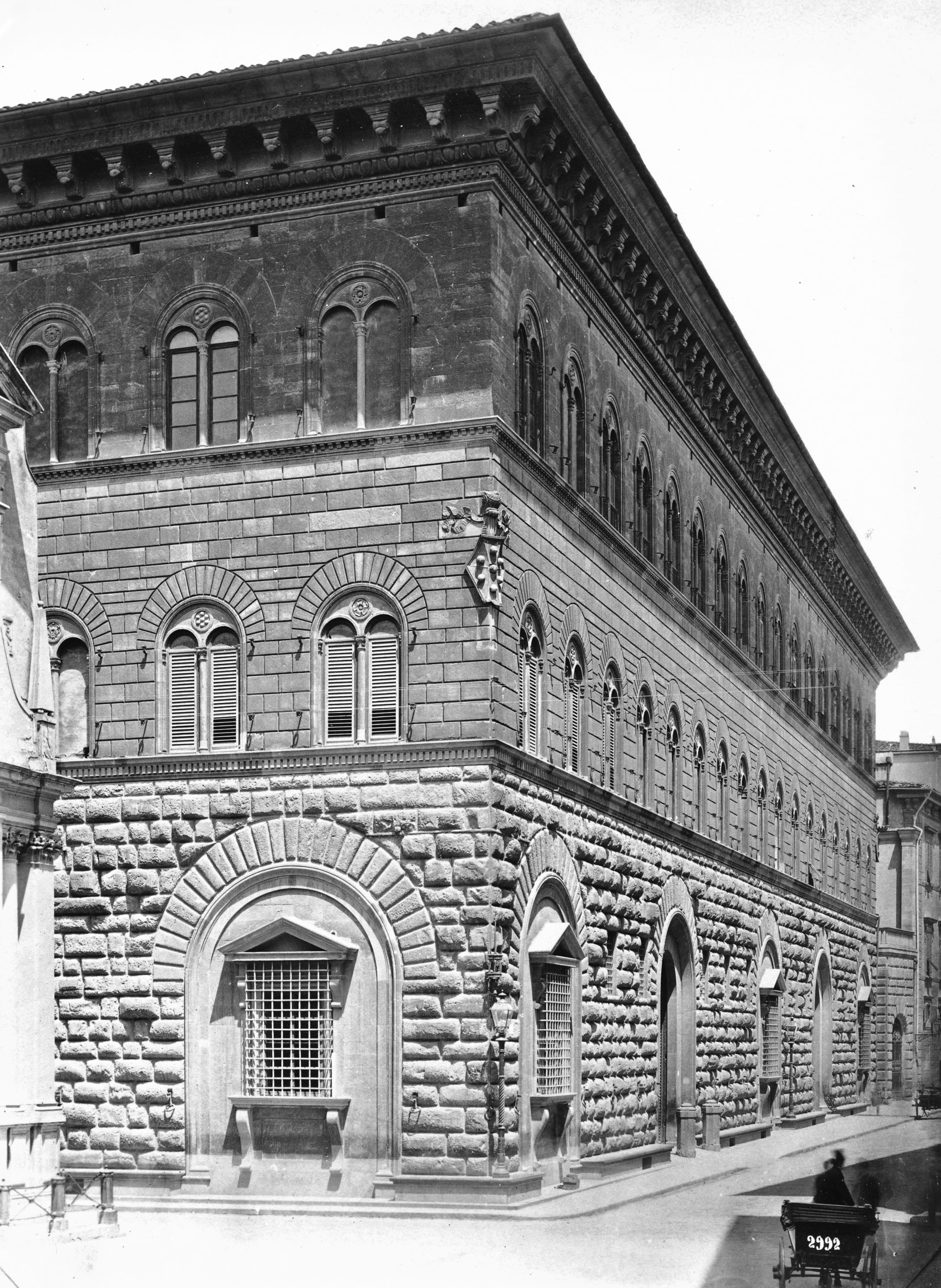
Palazzo Medici Riccardi, Ecke Via de’ Gori / Via Cavour von Süden

Der dreigeschossige Kernbau aus dem 15. Jahrhundert hat einen in etwa quadratischen Grundriss; im Zentrum befindet sich ein von Arkaden umgebener Innenhof, westlich schließt sich der von einer hohen gezinnten Mauer umgebene Garten mit einer Gartenloggia an. Zur Straßenkreuzung öffnete sich ursprünglich eine Eckloggia, die 1517 im Auftrag des Kardinals Giulio de’ Medici vermauert und mit zwei von Michelangelo Buonarroti entworfenen Fenstern, sogenannten „knienden Fenstern“ (finestre inginocchiate), versehen wurde. Das Hauptportal befindet sich nach wie vor auf der Ostseite des Gebäudes; der anschließende Korridor (androne) setzt sich auf der gegenüberliegenden Hofseite fort und ist durch eine gerade Achse mit dem Gartenportal verbunden.

### Fassadengestaltung
Die beiden vollständig mit Pietra forte – ein im Stadtgebiet gewonnener ockerfarbener Sandstein – verkleideten Fassaden des Gebäudes zeigen in jedem Geschoss eine unterschiedliche Wandoberfläche: Das Erdgeschoss besitzt ein Rustika-Mauerwerk aus unterschiedlich dimensionierten Blöcken mit einer rauen Oberfläche; ein schmales Gesims mit Zahnschnitt schließt es zum ersten Obergeschoss, dem Piano nobile, hin ab. Diese Zone ist durch geglättete Rustika-Quader gestaltet; auch das Wappen der Medici ist dort angebracht. Die Biforienfenster sind von einem hohen Bogen aus rustizierten Keilsteinen überfangen. Im Piano nobile lagen die Wohnungen Cosimo de’ Medicis und seiner Söhne Piero und Giovanni sowie die Kapelle und der gemeinsam genutzte Saal. Das zweite Obergeschoss zeigt eine aus geglätteten Steinen bestehende Wandoberfläche und gleichfalls Biforienfenster. Die Fassaden werden von einem stark vorkragenden antikisierenden Kranzgesims, ein Novum in der Florentiner Palastarchitektur, abgeschlossen.

### Innenhof

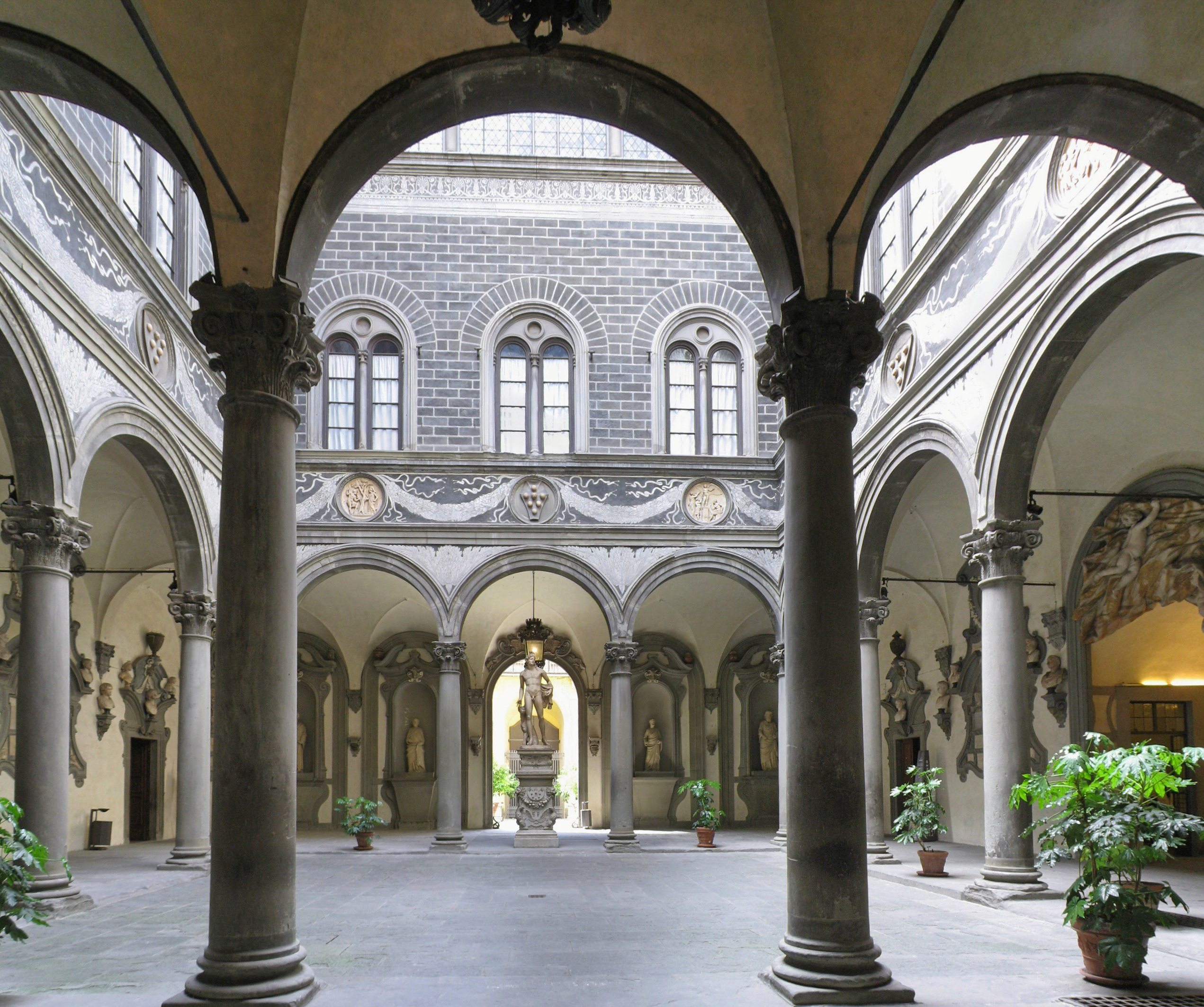
Innerer Hof

Der quadratische Innenhof ist auf allen Seiten von Portiken mit Arkaden umgeben; die westliche, zum Garten gerichtete Portikus ist etwas größer dimensioniert. Im Unterschied zur Pietra forte-Fassade sind im Hof alle skulpturalen Architekturelemente – Säulen, Archivolten, Gesimse und die Rahmungen der Biforienfenster – aus einem nördlich von Florenz gebrochenen grauen Sandstein (Macigno) gefertigt; die Wände sind verputzt und mit einer von Maso di Bartolomeo und Mitarbeitern 1452 ausgeführten Sgraffito-Dekoration versehen.

### Innenräume
Die innere Aufteilung des Gebäudes und die Funktionen der Räume sind dank der Forschungen des Architekturhistorikers Wolfger Bulst (1970) weitgehend bekannt. Im Erdgeschoss befanden sich die nicht mit dem Hausinnern verbundene Eckloggia (1521–1522 von Giovanni da Udine mit Stuckdekorationen ausgestattet), einige Wohn- und Schlafräume der Medici-Familie (u. a. Lorenzo de’ Medicis), ein Büro (im Inventar von 1492 als „schrittoio“ erwähnt), Geschäftsräume, Kammern für die Bediensteten und einen Pförtner sowie eine Küche. Das über die nicht erhaltene „große Treppe“ (im Inventar von 1492 als „schala grande“) erreichbare Piano nobile beherbergte vor allem die Wohnungen des Hausherrn und seiner erwachsenen Söhne: Cosimo bewohnte die San Lorenzo zugewandten Räume auf der Gartenseite, sein Sohn Giovanni das Appartement zur Via de’ Gori und sein ältester Sohn Piero die prächtigste, mit dem Saal, der Kapelle und seinem privaten schrittoio verbundene Wohnung zur Via Larga. Der Saal war mit einer geschnitzten und vergoldeten Kassettendecke ausgestattet, deren Pracht Filarete in seinem Architekturtrakat (Trattato d’architettura, 1460–14464) lobt: „…so wunderbar mit Gold und feinem Blau und verschiedenen anderen Farben“ („tanto maraviglioso con oro et azurro fino et altri varij colori“); von der Decke ist nur ein Rest erhalten. Im Piano nobile befanden sich auch die Wohnräume der Familien der Hausherrn und der Bediensteten.

## Cappella dei Magi
Eine Besonderheit für einen privaten Palast des 15. Jahrhunderts ist die Kapelle, für deren Einrichtung Cosimo de’ Medici die notwendige päpstliche Erlaubnis besaß. Sie diente nicht nur der privaten Andacht, sondern auch als repräsentativer Empfangsraum für hochrangige Gäste. Die Kapelle ist weitgehend in ihrer bauzeitlichen Gestaltung und Ausstattung erhalten; lediglich das zwischen 1458 und 1460 von Fra Filippo Lippi ausgeführte Altarbild mit der Anbetung Christi wurde durch eine zeitgenössische Kopie ersetzt. Das Altarbild befindet sich heute in der Gemäldegalerie in Berlin.

Der mit verschiedenfarbigem Marmor und Porphyrscheiben dekorierte Boden, das intarsierte Gestühl, die geschnitzte und vergoldete Kassettendecke und die freskierten Wände machen die kleinen Kapelle zum prächtigsten Raum des gesamten Gebäudes. Die Fresken mit der Darstellung des Zuges der Heiligen drei Könige (ital. Magi) wurden 1459 von Benozzo Gozzoli und seiner Werkstatt ausgeführt; der prächtige Zug, in dem Mitglieder der Medici-Familie und zahlreiche ihrer Parteigänger sowie der Künstler selbst porträtiert sind, führt zum Altar bzw. zum Altarbild hin. Die Darstellung nimmt auf die Prozessionen der vor allem von den Medici finanzierten Compagnia dei Magi, einer Laienbruderschaft, Bezug.

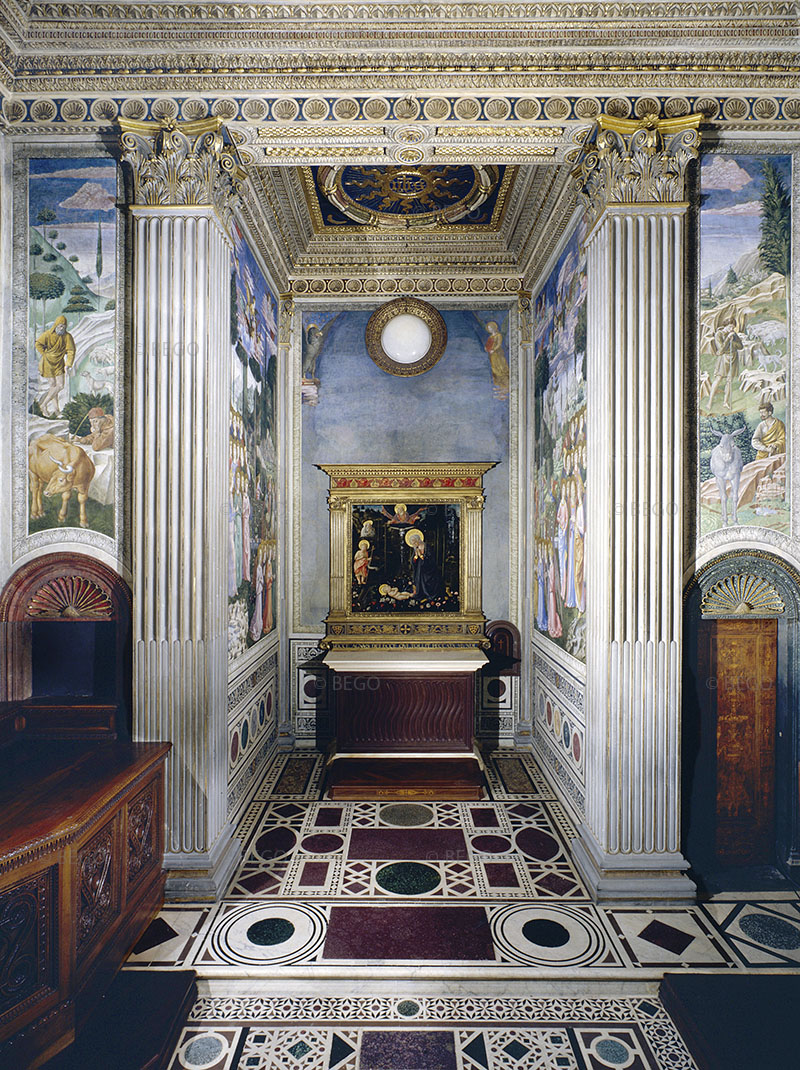
Cappella dei Magi, Altarwand
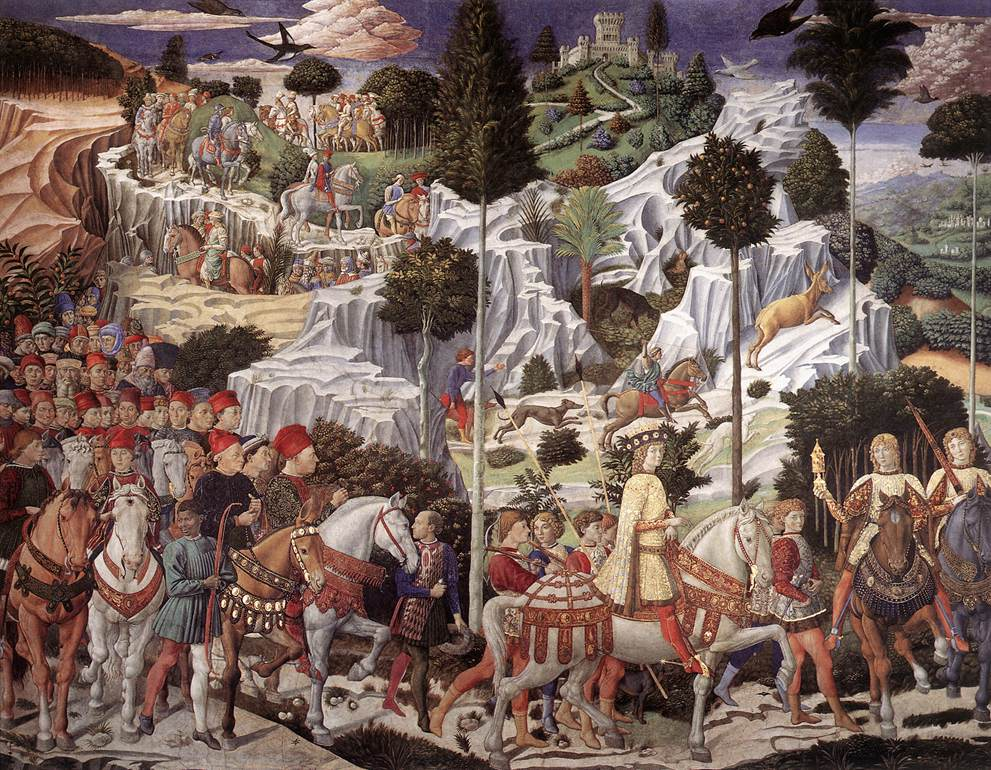
Cappella dei Magi, Ostwand, Benozzo Gozzoli, Zug der Heiligen drei Könige, Fresko, 1459

## Ehemals im Palazzo Medici befindliche Kunstwerke
- Fra Filippo Lippi, Altarretabel mit der Anbetung des Kindes, 1458–1460, Tempera und Gold auf grundierter Pappelholztafel, 129,4 × 118,6 cm, Staatliche Museen zu Berlin – Gemäldegalerie, Inv.-Nr. 93[24]
- Donatello, David, 1430er Jahre (?), Bronze, zum Teil feuervergoldet, 158 cm, Museo nazionale del Bargello, Florenz, Inv. Bargello n. 95 B
- Donatello, Judith und Holofernes, 1453–1457, Bronze, 236 cm, Palazzo Vecchio, Florenz, N. Cat. 00281648
- Luca della Robbia, zwölf Tondi mit den Monatsarbeiten, ca. 1450, Victoria & Albert Museum, London, Mus Ref: 7641-1861[25]
- Antonio und Piero del Pollaiuolo, Arbeiten des Herkules, zwischen 1470 und 1480, Öl auf Leinwand (nicht erhalten)
- Mino da Fiesole, Piero di Cosimo de’ Medici, 1453/1454, Marmor, Museo nazionale del Bargello, Florenz, Inv. Bargello n. 75

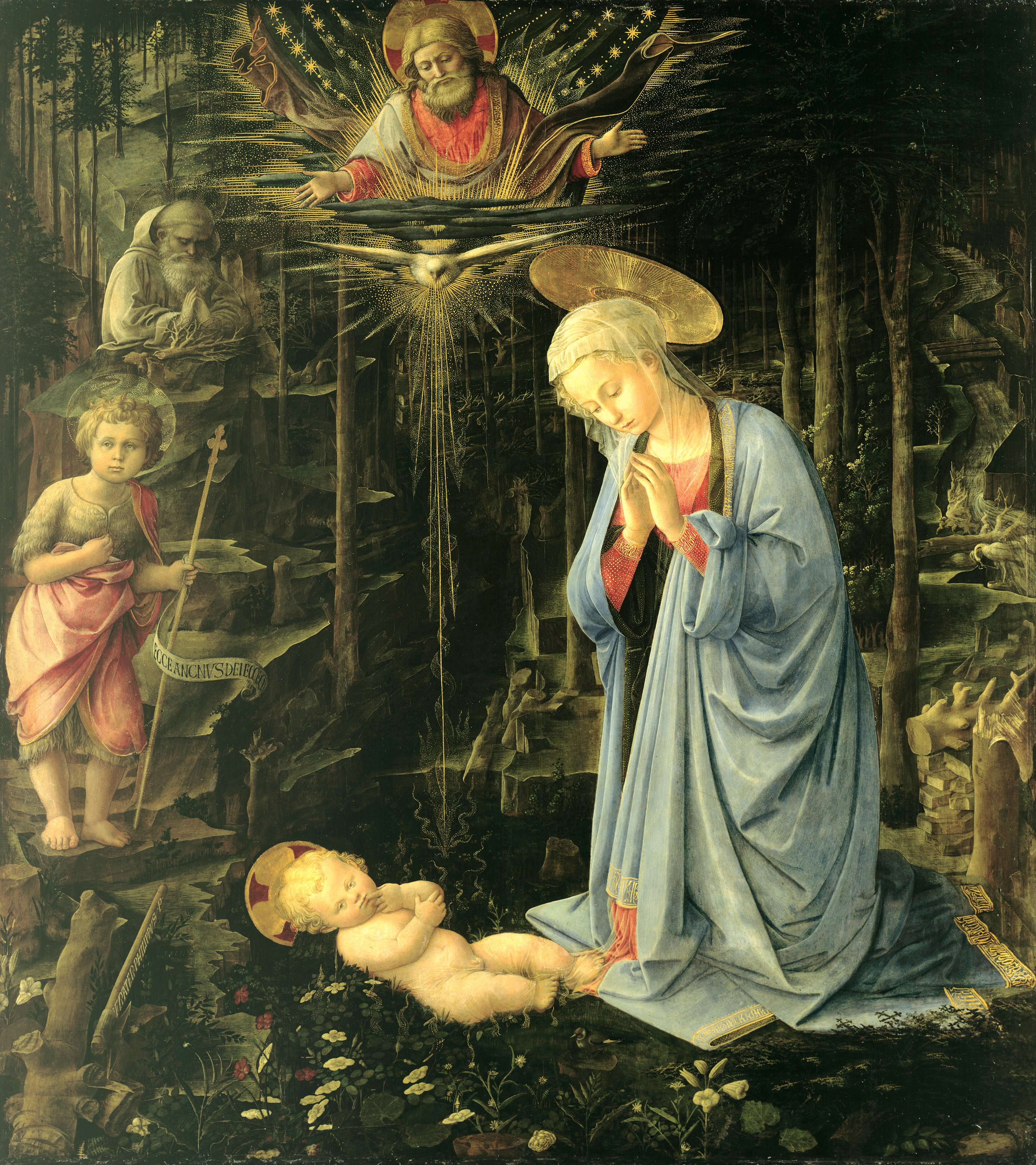
Fra Filippo Lippi, Anbetung von Altarretabel der Cappella dei Magi, 1458–1460, Tempera auf Pappelholz, Palazzo Medici, Florenz (heute Staatliche Museen zu Berlin - Gemäldegalerie)
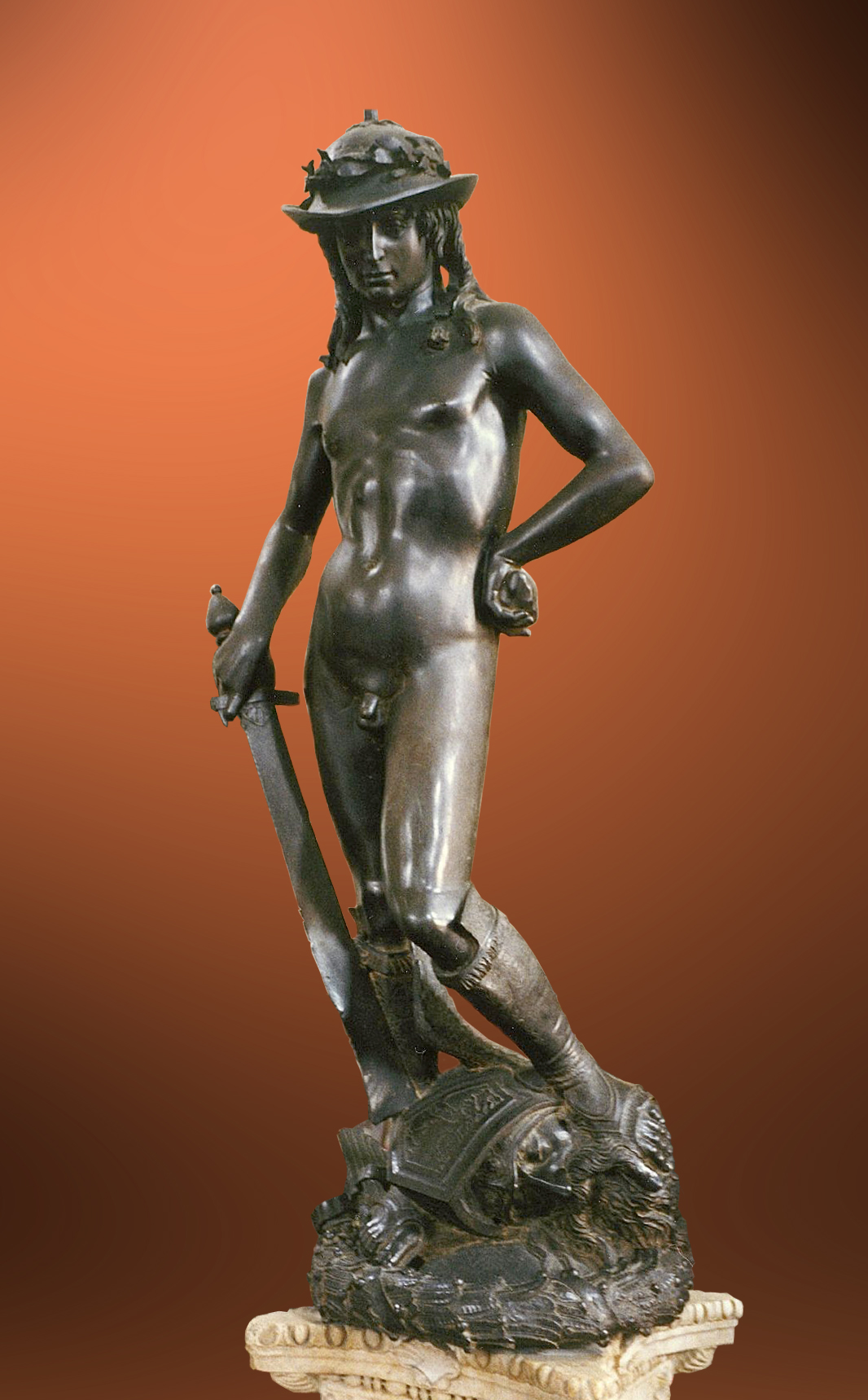
Donatello, David, 1430er Jahre, Bronze, zum Teil feuervergoldet, Innenhof des Palazzo Medici, Florenz (heute Museo nazionale del Bargello, Florenz)
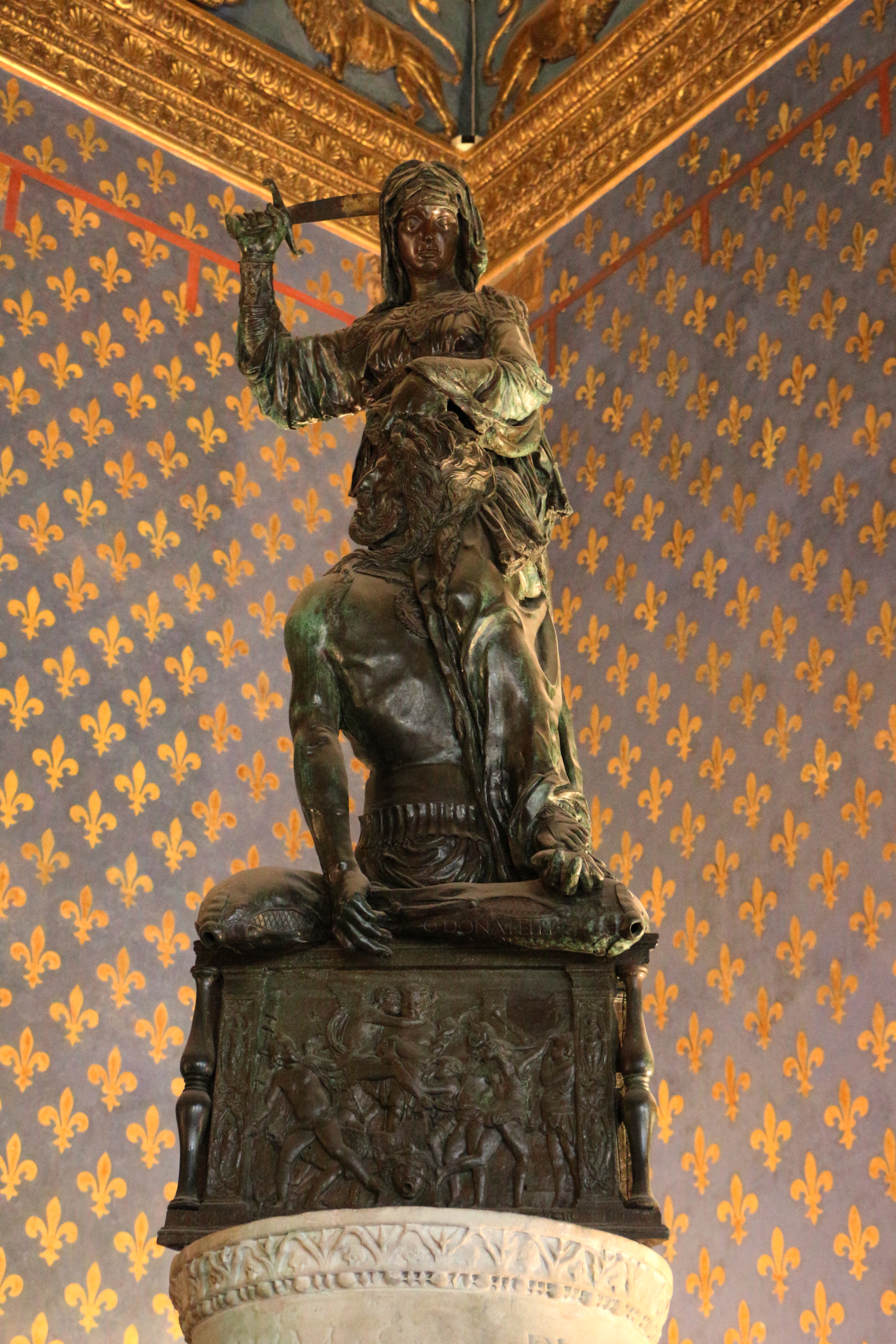
Donatello, Judith und Holofernes, 1453–1457, Bronze, Garten des Palazzo Medici (heute Palazzo Vecchio, Florenz)
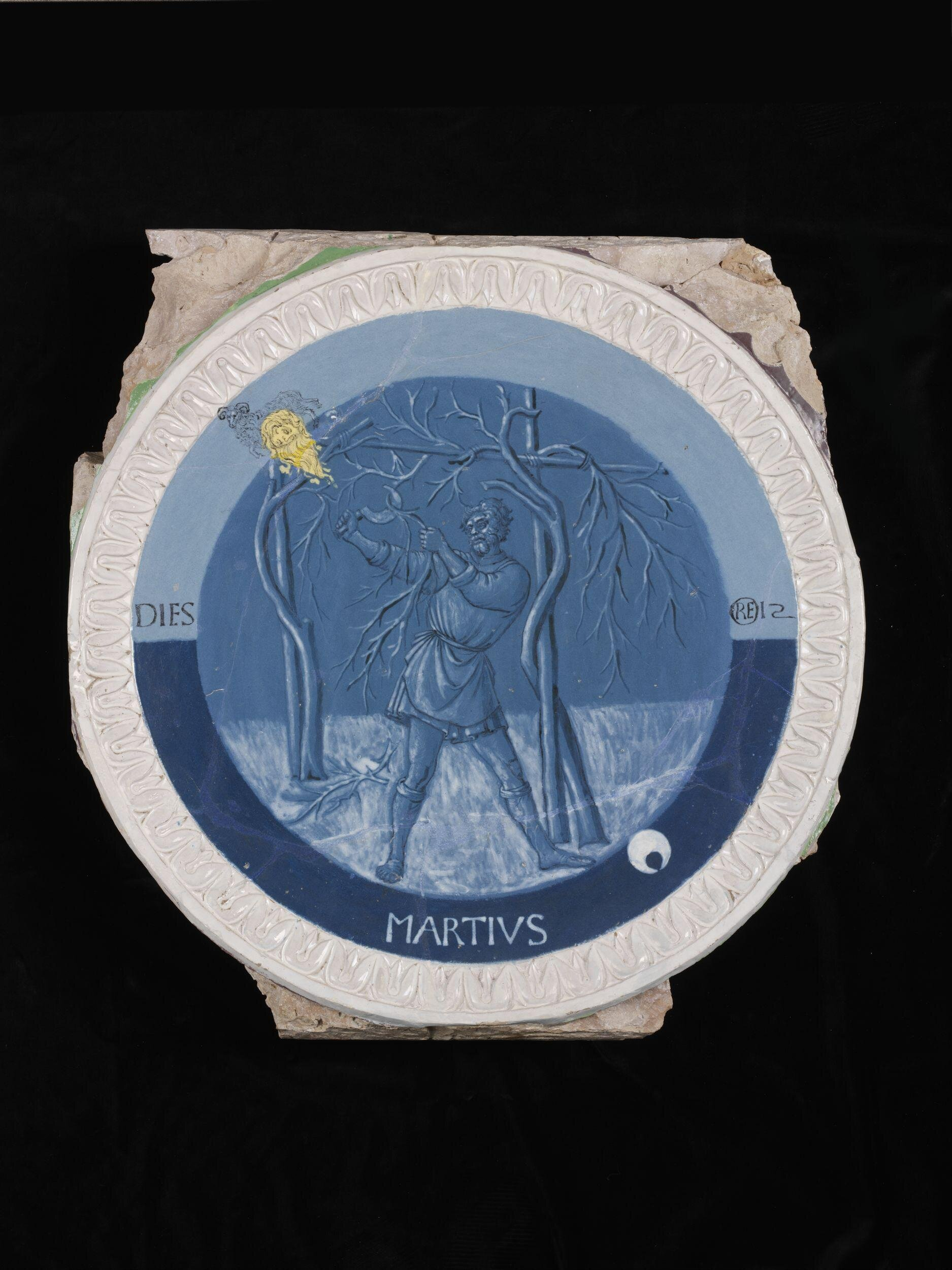
Luca della Robbia, Tondo mit Monatsarbeiten (März), ca. 1450, scrittoio von Piero de’ Medici, Palazzo Medici, Florenz (heute Victoria&Albert Museum, London)
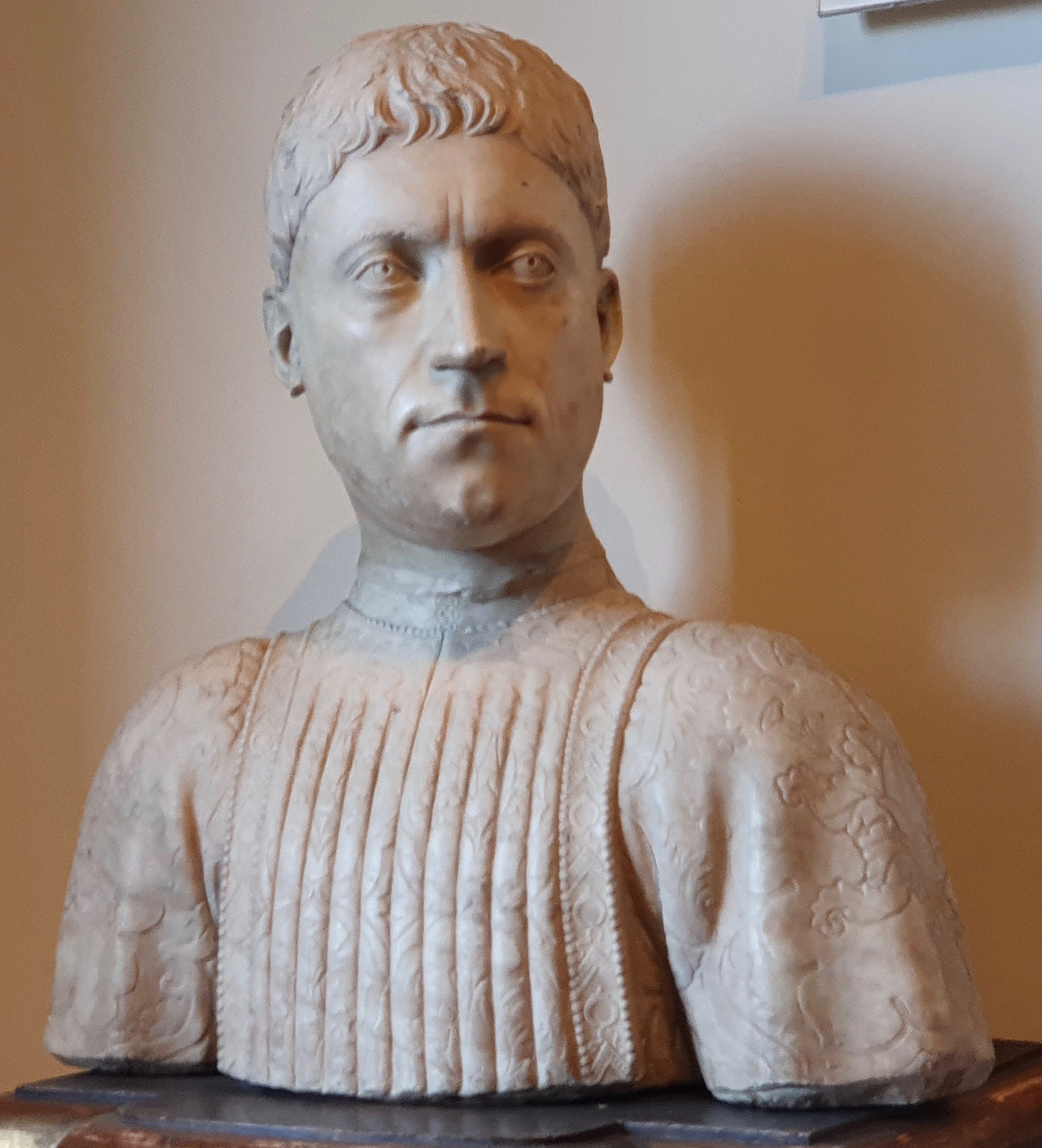
Mino da Fiesole, Piero di Cosimo de’ Medici, 1453/1454, Marmor, Palazzo Medici, Florenz (heute Museo nazionale del Bargello, Florenz)